# آریل ارتگا
آریل ارتگا (اسپانیایی: Ariel Ortega‎؛ زادهٔ ۴ مارس ۱۹۷۴) بازیکن فوتبال بازنشسته اهل آرژانتین است.

## باشگاهی
از باشگاه‌هایی که در آن بازی کرده‌است، می‌توان به والنسیا، سمپدوریا، نیولز اولد بویز، فنرباغچه، پارما و ریورپلاته اشاره کرد.

## تیم ملی
وی همچنین در تیم ملی فوتبال آرژانتین بازی کرده‌است و در جام‌های جهانی فوتبال ۱۹۹۴، ۱۹۹۸ و ۲۰۰۲ به میدان رفته‌است.
اوج کار ارتگا در جام جهانی ۱۹۹۸ بود. دریبل‌های دیدنی و لایی‌هایی که می‌زد مدافعان را مات و مبهوت می‌کرد. حرکت‌های وی همه را یاد مارادونا می‌انداخت. همه منتظر قهرمانی آرژانتین در سال ۱۹۹۸ بودند، اما در بازی با هلند در یک‌چهارم نهایی آرژانتین بدشانسی آورد. آرژانتین تا دقیقه ۸۸ با یک یار بیشتر سوار بازی و بازی ۱–۱ مساوی بود، تا اینکه  پاسی در محوطه جریمه به ارتگا رسید. فقط یک مدافع جلوی ارتگا بود، ولی او به خاطر بدشانسی لیز خورد و نتوانست تنها مدافع روبرو را دریبل بزند و زمین‌خورد. داور این حرکت و لیز خوردن ارتگا را تمارض تشخیص داد و یک کارت زرد به ارتگا نشان داد. این کارت زرد داور واقعاً باعث ناراحتی ارتگا شد، چون واقعاً تمارض نکرده بود و کارت زرد داور درست نبود. وندرسار دروازه‌بان هلند، در همان لحظه که عصبانیت ارتگا را فهمیده بود، با حرفه‌ای‌گری با فریاد به سمت ارتگا دوید که دیگر ارتگا نتوانست خود را کنترل کند و با بالای سر به فک وندرسار کوبید؛ داور بلافاصله کارت قرمز را به ارتگا نشان داد. آرژانتین، که بعد از اخراج ارتگا بسیار از نظر روحی ضعیف شده بود، ۲ دقیقه بعد گل دوم را نیز دریافت کرد و در بهت و ناراحتی طرفداران حذف شد. شاید اگر ارتگا در آن صحنه خودش را کنترل می‌کرد، تیم رؤیایی ۹۸ آرژانتین اینگونه حذف نمی‌شد.
در جام جهانی ۲۰۰۲ نیز ارتگا آن بازیکن سرحال ۱۹۹۸ نبود و آرژانتین در همان دور گروهی حذف شد. البته داوری کولینا در بازی آرژانتین - انگلیس و پنالتی‌ای که برای انگلیس گرفت در حذف آرژانتین بی‌تأثیر نبود، چون واقعاً پای والتر سامول اصلاً به پای فوروارد انگلیس مایکل اوون هم نخورد. به هر حال ارتگا آخرین جام جهانی خود را با تاسف در مرحله گروهی بعد تساوی با سوئد به پایان رساند که واقعاً یکی از سخت‌ترین لحظات برای طرفداران آرژانتین بود.
ارتگا تا قبل از ظهور مسی مارادونای دوم و قدیس شناخته می‌شد که متأسفانه با همه‌ی شایستگی نتوانست به عنوان قابل‌توجهی دست یابد.

## افتخارات
او همچنین عضو تیمی بود که در المپیک ۱۹۹۶ توانستند مدال نقره فوتبال را برای آرژانتین کسب کنند.